# Thubana adelella
Thubana adelella är en fjärilsart som beskrevs av Walker 1864. Thubana adelella ingår i släktet Thubana och familjen Lecithoceridae. Inga underarter finns listade i Catalogue of Life.